# Wewnętrzna Macedońska Organizacja Rewolucyjna

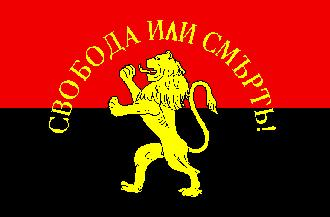
Symbol organizacji

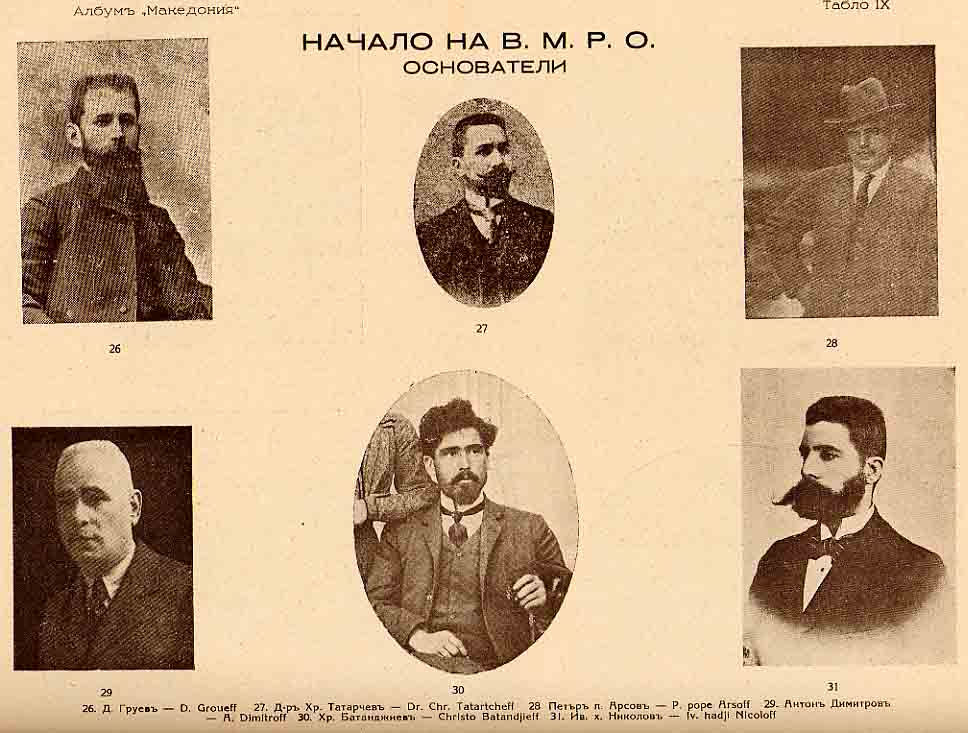
Założyciele organizacji WMRO

Wewnętrzna Macedońska Organizacja Rewolucyjna (bułg. Вътрешна Македонска Революционна Организация, mac. Внатрешна Македонска Револуционерна Организација, VMRO) – tajna organizacja polityczna założona w 1893 roku. Jej celem było wyzwolenie Macedończyków i Bułgarów Macedonii i Tracji spod panowania tureckiego oraz zbrojne zapewnienie im dominacji etnicznej i religijnej, co poczynając od 1904 roku wywołało analogiczną reakcję żywiołu greckiego. Najwybitniejszym działaczem WMRO był Goce Dełczew (zm. 1903).
W okresie II wojny światowej sprzymierzona z niemieckimi wojskami okupacyjnymi, brała udział w zwalczaniu partyzantki komunistycznej. Według większości źródeł spoza Republiki Macedonii, do II wojny światowej nie można mówić o programowym oddzielaniu przez WRMO pojęcia etnicznej macedońskości od etnicznej bułgarskości. Aktualnie z etosem tej organizacji sympatyzują główne nurty polityczne Republiki Macedonii, dodając doń pojęcie etnicznej Macedonii, ich zdaniem rozciągającej się na całym obszarze geograficznego regionu Macedonia.